# Moi… Lolita
«Moi… Lolita» («Я… Лолита») — дебютный сингл французской певицы Alizée. Он был популярен во Франции, Испании, Бельгии, Австрии, Нидерландах, Сирии, Украине, Греции, России, Италии, Германии, Польше и Великобритании. Это одна из немногих песен на французском (или любом другом, кроме английского) языке, которая стала хитом UK Top 10.
Несмотря на то, что самая высокая достигнутая позиция ― это вторая во Франции, она была одной из её самых успешных песен в стране и оставалась в пятёрке лучших в течение 24 недель подряд. Когда её следующий сингл L'Alizé достиг первого места, «Moi… Lolita» была на третьей позиции. Песня обрела статус золотой через два месяца после выпуска и бриллиантовой от Syndicat National de l'Édition Phonographique за продажу более 750 000 синглов в 2000 году. В общей сложности, песня была продана в количестве более чем 1 282 000 копий, став тридцать первой из самых продающихся песен во Франции.
Текст песни, написанный Милен Фармер, изобилует фразами, имеющими двойной (а иногда даже тройной) смысл. Автор музыки — Лоран Бутонна.
Важную роль в композиции сыграл образ Alizée как обольстительной Лолиты из одноимённого романа Владимира Набокова. В видео к синглу, которое было для Ализе первым, она показана как деревенская девушка, посещающая ночной клуб.

## Список композиций
Французский CD сингл
1. Moi… Lolita (Single Version)
2. Moi… Lolita (The Piano Version)

Британский CD сингл
1. Moi… Lolita (Single Version) 4:16
2. Moi… Lolita (Lola Extended Remix) 6:30
3. Moi… Lolita (Illicit Full Vocal Mix) 8:05
4. Moi… Lolita (CD Rom Video) 4:50

Немецкий CD максисингл
1. Moi… Lolita (Radio Edit) 3:40
2. Moi… Lolita (Single Version) 4:16
3. Moi… Lolita (Lola Extended Remix) 6:30
4. Moi… Lolita (Hello Helli T’es A Dance Mix) 5:50
5. Moi… Lolita (Lolidub Remix) 3:45
6. Moi… Lolita (The Piano Version) 4:20

## Музыкальные чарты
| Чарт (2000—2002)                  | Максимальная позиция |
| --------------------------------- | -------------------- |
| Austrian Singles Chart            | 5                    |
| Belgium Flanders Ultratop 50      | 4                    |
| Belgium Wallonia Ultratop 40      | 2 (7)                |
| Danish Singles Chart              | 9                    |
| Dutch MegaCharts Top 50           | 2                    |
| French SNEP Top 100 Singles Chart | 2 (13)               |
| German Singles Chart              | 5                    |
| Italian FIMI Singles Chart        | 1 (6)                |
| Polish National Top 50            | 1                    |
| Spanish Maxi-Singles Chart        | 1                    |
| Swedish Singles Chart             | 52                   |
| Swiss Singles Top 100             | 11                   |
| UK Singles Chart                  | 9                    |
| United World Chart                | 30                   |